# Agrostis humilis
Agrostis humilis är en gräsart som beskrevs av George Vasey. Agrostis humilis ingår i släktet ven, och familjen gräs. Inga underarter finns listade i Catalogue of Life.